# Алибегов, Томас Иванович
Томас Иванович Алибегов (18 июня 1937, Москва — 24 апреля 2023, Москва) — советский и российский государственный деятель, финансист, кандидат экономических наук.

## Биография
Родился 18 июня 1937 года в Москве в семье с грузинскими корнями: отец — Алибегов Иван Яковлевич, родился в Кутаиси, погиб в 1941 году в Великой Отечественной войне; мать — Менинг Эвелина Ричардовна, родилась в Великобритании, умерла в 1987 году в Москве.
В 1953 году поступил в Институт инженеров водного хозяйства, а через полгода — в 1954 году — перевёлся в Московский финансовый институт (ныне Финансовый университет при Правительстве Российской Федерации) на факультет международных финансовых отношений. Окончил его 1958 году на кредитном факультете.
В 1958—1959 годах работал на Московском механическом заводе. В 1959—1961 годах был инженером-референтом предприятия п/я 3661 в Москве.
В 1961—1969 годах — инспектор, эксперт, старший консультант, начальник отдела, заместитель начальника Управления валютно-кассовых операций Внешторгбанка СССР. В 1969—1975 годах — заместитель управляющего, управляющий отделением Моснарбанка в Бейруте, Ливан. В 1975—1982 годах работал начальником Управления валютно-кассовых операций Внешторгбанка СССР. В 1982—1987 годах — генеральный директор Евробанка в Париже.
С 1987 года снова работал во Внешторгбанке СССР начальником валютного управления; затем в 1987—1988 годах начальником Управления государственных и иностранных кредитов; в 1988—1989 годах был заместителем председателя правления − начальником Управления по валютно-кредитному сотрудничеству социалистических стран.
В 1989—1992 годах— первый заместитель председателя Внешэкономбанка СССР; В 1994—1997 годах — первый заместитель председателя Внешэкономбанка (в 1996 году исполнял обязанности председателя).
Был членом совета директоров «Банка корпоративного финансирования» (до 2001 года — ТОО Коммерческий «Фаба» Банк).
Награждён орденом Трудового Красного Знамени и медалями. Автор нескольких трудов, включая учебник.
Умер 24 апреля 2023 года в Москве.

## Семья
- Сын — Дмитрий,
- Дочь — Елена
- Внучка — Анастасия

## Научные труды
- Международные валютно-кредитные и финансовые отношения : Учеб. для студентов вузов, обучающихся по направлению «Экономика», спец. «Мировая экономика» и «Финансы и кредит» / Л. Н. Красавина, Т. И. Алибегов, к.э.н., С. А. Былиняк, проф., д.э.н. и др. ; Под ред. д.э.н., проф., д. чл. Акад. экон. наук и предпринимат. Деятельности России, засл. деят. науки РФ Л. Н. Красавиной. — 2-е изд., перераб. и доп. — М. : Финансы и статистика. 1. 1994. — 588 с. — 30000 экз. — ISBN 5-279-01184-3; 2. 2000. — 605 с., — 5000 экз. — ISBN 5-279-02117-2; 3. 2001. — 6000 экз. — ISBN 5-279-02117-2 (В пер.); 4. 2002. — 605 с. — 5000 экз.; 5. 2003 (ОАО Тип. Новости). — 605 с. — 3000 экз.; 6. 2005. — 572 c. — 3000 экз.; 7. 2006. — 572 c. — 3000 экз. — ISBN 5-279-02698-0; 8. 2007. — 572 с. ; — 3000 экз. — ISBN 978-5-279-02698-2; 9. 2008. — 572 с. — 3000 экз. — ISBN 978-5-279-02698-2.